# Avanashi
Avanashi (ook wel Avinashi genoemd) is een panchayatdorp in het district Tirupur van de Indiase staat Tamil Nadu. 

## Demografie
Volgens de Indiase volkstelling van 2001 wonen er 22.274 mensen in Avanashi, waarvan 51% mannelijk en 49% vrouwelijk is. De plaats heeft een alfabetiseringsgraad van 72%.